# Wulf Schmiese

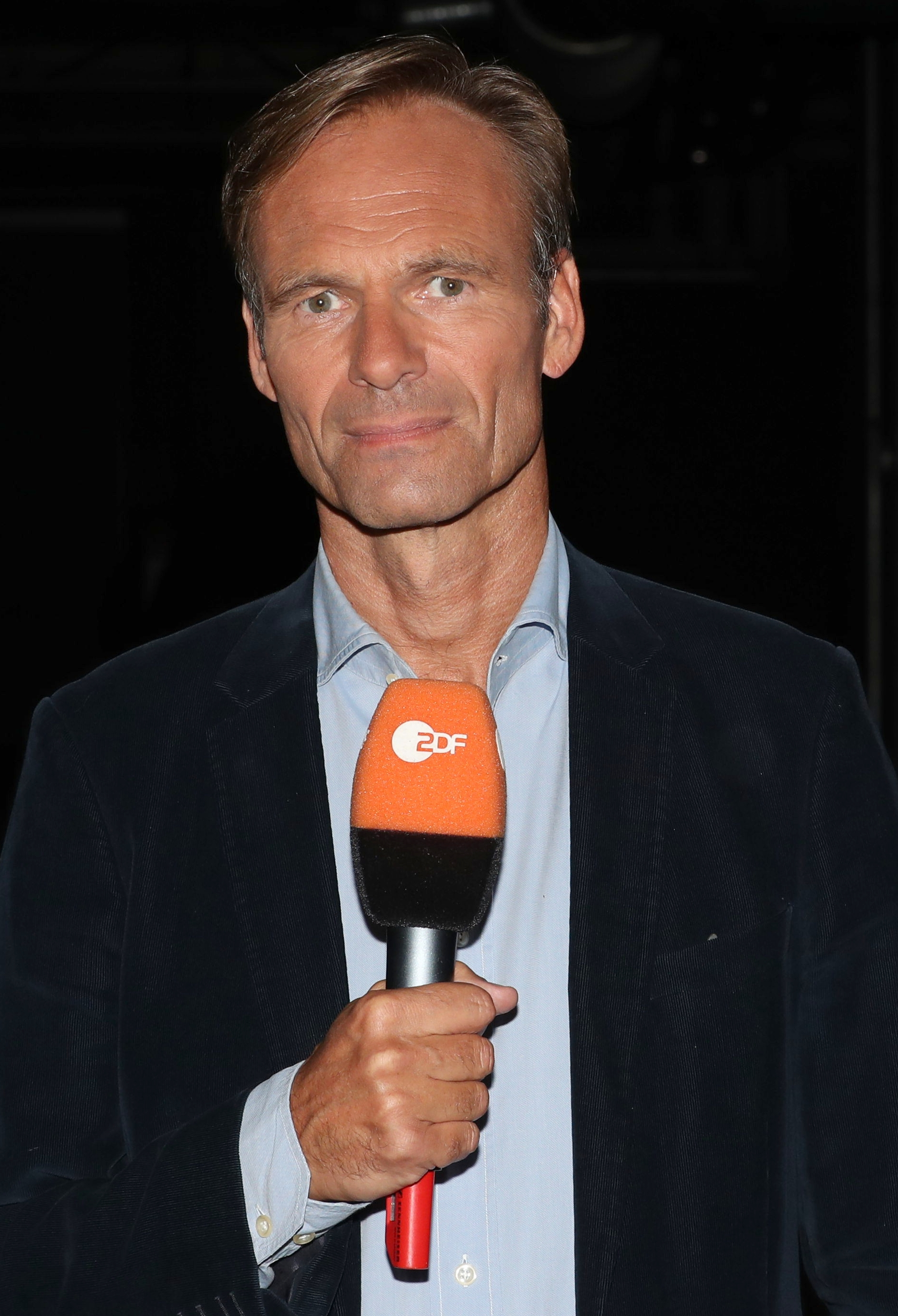
Wulf Schmiese (2021)

Wulf Schmiese (* 20. März 1967 in Münster) ist ein deutscher Journalist und Fernsehmoderator.

## Leben und Wirken
Schmiese wuchs in Burgsteinfurt auf und machte sein Abitur am Städtischen Gymnasium Borghorst. Bereits während seiner Schulzeit arbeitete Schmiese für das Steinfurter Kreisblatt. Nach dem Zivildienst begann er sein Studium an der Westfälischen Wilhelms-Universität in Münster; nach zwei Semestern wechselte er nach Berlin. An der dortigen Freien Universität studierte Schmiese Geschichte, Politikwissenschaft sowie Nordamerikanistik und arbeitete am Lehrstuhl für Zeitgeschichte.
Während eines längeren Aufenthalts in den USA erhielt Schmiese Auslandsstipendien bei verschiedenen US-amerikanischen Tageszeitungen; ein Stipendium der Studienstiftung des Deutschen Volkes für einen Forschungsaufenthalt an der Columbia University in New York schloss sich an. Von 1996 bis 1998 absolvierte Schmiese die Ausbildung zum Journalisten an der Henri-Nannen-Schule in Hamburg. Seine Stationen während dieser Ausbildung waren Die Zeit und Der Spiegel, Der Standard in Wien und das ZDF-Studio in Washington, D.C.
1998 promovierte Schmiese bei Arnulf Baring im Fach Geschichte über die deutsch-US-amerikanischen Beziehungen. Von 1998 bis 2001 war er politischer Korrespondent der Tageszeitung Die Welt, zunächst in Bonn, dann in Berlin. 2001 gehörte er zur Gründungsredaktion der Frankfurter Allgemeinen Sonntagszeitung, 2007 wechselte er als Korrespondent mit dem Schwerpunkt Politik zur FAZ.
Als einer der ersten deutschen Journalisten wurde Schmiese bereits 2002 in Afghanistan zur Berichterstattung über den dortigen Krieg eingesetzt.
Bereits seit vielen Jahren schreibt Schmiese über die wichtigsten innenpolitischen Themen Deutschlands und analysiert sie. Seine Schwerpunkte sind die Politik des Kanzleramtes und des Außenministeriums. Auf vielen Reisen begleitete er den Bundespräsidenten, die Bundeskanzlerin und mehrere Außenminister.
Schmiese ist verheiratet und hat drei Kinder.

## TV-Moderator
Erste Fernsehauftritte hatte Schmiese im ARD-Presseclub und bei der Presseschau im Morgenmagazin. Während seiner Elternzeit erreichte Schmiese im Sommer 2009 die Anfrage des ZDF, als Nachfolger von Christian Sievers das ZDF-Morgenmagazin zu moderieren. Mit ihm als „gut vernetzte[m] Journalisten“ solle die Sendung „inhaltlich […] politischer“ werden. Vom 6. April 2010 bis 8. August 2014 präsentierte Schmiese zusammen mit Dunja Hayali oder Anja Heyde als Hauptmoderator das Morgenmagazin. Seine Arbeit beim ZDF-Morgenmagazin wurde wiederholt abfällig kritisiert: So bezeichnet das Hamburger Abendblatt Schmieses erste Gehversuche als Moderator als „zwar etwas linkisch, aber auch sympathisch“. Die taz spricht von einer „ruckligen Eingewöhnungsphase“. Darüber hinaus wurden von ihm gebrauchte Stilblüten Objekt satirischer Rezeption in der ZDF-Sendung heute-show. Im September 2014 folgte Mitri Sirin Schmiese nach, der politischer Korrespondent im ZDF-Hauptstadtstudio in Berlin wurde.
Im April 2017 übernahm Schmiese die Redaktionsleitung des heute-journals und moderierte ab September 2020 auch das Nachrichtenmagazin heute journal up:date. 2022 führte er vertretungsweise ebenfalls durch das heute-journal. Im Juli 2024 wechselte Schmiese als stellvertretender Leiter ins ZDF-Hauptstadtstudio. Er moderiert in dieser Funktion auch das Magazin Berlin direkt.

## Dokumentationen
- 2017: Wie gut sind unsere Krankenhäuser; zusammen mit Mathis Feldhoff; ZDF

## Schriften
- Fremde Freunde – Deutschland und die USA zwischen Mauerfall und Golfkrieg. Schöningh-Verlag, Paderborn 2000, ISBN 978-3-506-77903-8 (Dissertation von 1998)